# Settimo San Pietro
Settimo San Pietro er en by med 6.909(2023) indbyggere i provinsen Cagliari i regionen Sardinien i italien.